# Provinca Barahona
Barahona (španska izgovarjava: [baɾaˈona])  je provinca na jugozahodu Dominikanske republike. Znana je po svoji slikoviti obali, nahaja pa se približno tri ure vožnje od prestolnice države, mesta Santo Domingo.  

## Občine in občinski okraji
Provinca je bila 20. junija 2006 razdeljena na naslednje občine in občinske okraje (D.M.-je):
| - Cabral - El Peñón - Enriquillo - Arroyo Dulce (D.M.) - Fundación - Pescadería (D.M.) - Jaquimeyes - Palo Alto (D.M.) - La Ciénaga - Bahoruco (D.M.) - Las Salinas - Paraíso - Los Patos (D.M.) - Polo - Santa Cruz de Barahona - El Cachón (D.M.) - La Guázara (D.M.) - Vicente Noble - Canoa (D.M.) - Fondo Negro (D.M.) - Quita Coraza (D.M.) |

Spodnja tabela prikazuje števila prebivalstev občin in občinskih okrajev iz popisa prebivalstva leta 2012. Mestno prebivalstvo vključuje prebivalce sedežev občin/občinskih okrajev, podeželsko prebivalstvo pa prebivalce okrožij (Secciones) in sosesk (Parajes) zunaj okrožij.
| Občina                 | Skupno prebivalstvo | Mestno prebivalstvo | Podeželsko prebivalstvo |
| ---------------------- | ------------------- | ------------------- | ----------------------- |
| Cabral                 | 14,523              | 13,038              | 1,485                   |
| El Peñón               | 3,589               | 1,058               | 2,531                   |
| Enriquillo             | 10,254              | 5,041               | 5,213                   |
| Fundación              | 5,895               | 1,041               | 4,854                   |
| Jaquimeyes             | 4,144               | 1,853               | 2,291                   |
| La Ciénaga             | 8,004               | 1,586               | 6,418                   |
| Las Salinas            | 5,956               | 1,008               | 4,948                   |
| Paraíso                | 14,472              | 8,922               | 5,550                   |
| Polo                   | 7,144               | 3,572               | 3,572                   |
| Santa Cruz de Barahona | 138,159             | 117,685             | 20,474                  |
| Vicente Noble          | 14,758              | 2,047               | 12,711                  |
| Provinca Barahona      | 226,898             | 156,851             | 70,047                  |

Za celoten seznam občin in občinskih okrajev države, glej Seznam občin Dominikanske republike.  